# Kódjátszma
A Kódjátszma (eredeti cím: The Imitation Game) 2014-ben bemutatott amerikai életrajzi-filmdráma, melyet Morten Tyldum rendezett és Graham Moore írt, Andrew Hodges 1983-as Alan Turing: The Enigma című műve alapján. A főszerepet Benedict Cumberbatch, Keira Knightley, Matthew Goode, Rory Kinnear, Charles Dance és Mark Strong alakítja.
A Kódjátszmát 2014. november 28-án mutatták be az Amerikai Egyesült Államok mozijaiban, Magyarországon augusztus 29-én jelent meg a Fórum Hungary jóvoltából. A film világszerte több mint 233 millió dolláros bevételt hozott a 14 millió dolláros gyártási költségvetésével szemben, ezzel a 2014-es év legnagyobb bevételt hozó független filmje lett. 
Nyolc jelölést kapott a 87. Oscar-gálán, a legjobb adaptált forgatókönyv kategóriában, öt jelölést a 72. Golden Globe-díjkiosztón, és három jelölést a 21. Screen Actors Guild-gálán. Kilenc BAFTA-jelölést is kapott, és a 39. Torontói Nemzetközi Filmfesztiválon elnyerte a People’s Choice Awards-ot.
Általánosságban vegyes értékeléseket kapott a kritikusoktól; egyesek kritizálták a történelmi események pontatlan ábrázolását, valamint mert lekicsinyelték Alan Turing homoszexualitásának ábrázolását, ami az eredeti küzdelmek egyik kulcseleme volt. A Human Rights Campaign LMBT-jogi szervezet kitüntette a filmet, mert visszafogott és realista megközelítésével szélesebb közönséghez juttatta el Turing örökségét.
A második világháború idején az angol matekzseni, Alan Turing munkatársai segítségével próbálja feltörni a német Enigma kódot.

## Cselekmény
1951-ben két rendőr, Nock és Staehl nyomoz Alan Turing matematikus után, miután ismeretlen elkövetők betörtek az otthonába. Nock kihallgatása során Turing elmeséli, hogy a Bletchley Parkban dolgozott a második világháború alatt. (ez addig titkos információ volt)
1928-ban a fiatal Turing boldogtalan és zaklatott az internátusban. Barátságot köt Christopher Morcommal, aki felkelti érdeklődését a rejtjelezés iránt. Turing romantikus érzelmeket táplál iránta, de Christopher hamarosan meghal szarvasmarha-tuberkulózisban.
Amikor Nagy-Britannia 1939-ben hadat üzen Németországnak, Turing a Bletchley Parkba kerül. Alastair Denniston parancsnok irányítása alatt csatlakozik a Hugh Alexander, John Cairncross, Peter Hilton, Keith Furman és Charles Richards alkotta rejtjelező csapathoz. A csapat megpróbálja elemezni az Enigma gép működését, amelyet a nácik kódolt hadi üzenetek küldésére használnak.
Turing nehezen tud másokkal együtt dolgozni, a kollégáit szellemileg alsóbbrendűnek tartja; egyedül dolgozik az Enigma-üzenetek megfejtésére szolgáló gép megtervezésén. 
Amikor Denniston megtagadja a gép megépítésének finanszírozását, Turing levelet ír Winston Churchill miniszterelnöknek, aki Turingot bízza meg a csapat vezetésével és finanszírozza a gépet. Turing kirúgja Furmant és Richardsot, és egy nehéz keresztrejtvényt tesz közzé az újságokban, hogy további munkatársakat találjon. Joan Clarke, egy Cambridge-ben végzett lány átmegy Turing tesztjén, de a szülei nem engedik neki, hogy a férfiakkal együtt dolgozzon. Turing elintézi, hogy a lány az üzeneteket lehallgató női titkárokkal éljen és dolgozzon együtt, és megosztja vele terveit. Clarke segítségével Turing összemelegszik a többi kollégával, akik kezdik tisztelni őt.
Turing gépét, amelyet Christopher-nek nevez el, megépíti, de nem tudja elég gyorsan meghatározni az Enigma titkosítási beállításait; a németek minden nap újraindítják azokat. 
Denniston elrendeli a gép megsemmisítését és Turing kirúgását, de a többi kriptográfus azzal fenyegetőzik, hogy ők is távoznak, ha Turing elmegy. Miután Clarke a szülei kívánságára el akar menni, Turing házassági ajánlatot tesz neki, amit a lány elfogad. A fogadásuk során Turing megerősíti homoszexualitását Cairncrossnak, aki figyelmezteti, hogy tartsa titokban. 
Miután kihallgat egy beszélgetést egy női hivatalnokkal az általa kapott üzenetekről, Turing  rájön, hogy képes a gépet úgy programozni, hogy bizonyos üzenetekben már ismert szavakat dekódoljon. Miután újrakalibrálja a gépet, az gyorsan dekódol egy üzenetet, és a kriptográfusok ünnepelnek. Turing elismeri, hogy az angol hadsereg nem cselekedhet minden megfejtett üzenet alapján, különben a németek rájönnek, hogy az Enigmát feltörték.
Turing rájön, hogy Cairncross egy szovjet kém. Amikor Turing szembesíti őt, Cairncross azzal érvel, hogy a szovjetek szövetségesek, akik ugyanazokért a célokért dolgoznak, és azzal fenyegetőzik, hogy megtorlásul felfedik Turing szexualitását. 
Amikor megjelenik az MI6 ügynöke, Stewart Menzies, hogy megfenyegesse Clarke-ot, Turing felfedi, hogy Cairncross kém. Menzies elárulja, hogy ezt már tudta, és a britek érdekében helyezte el a Cairncross által a szovjeteknek kiszivárogtatott üzeneteket. Turing a biztonságát féltve azt mondja Clarke-nak, hogy hagyja el a Bletchley Parkot, és elárulja, hogy homoszexuális. Clarke kijelenti, hogy mindig is sejtette, de ragaszkodik hozzá, hogy egyébként is boldogok lettek volna együtt. Turing ekkor elmondja neki, hogy soha nem törődött vele, és csak a kriptográfiai ismeretei miatt használta őt.  
A háború után Menzies azt mondja a kriptográfusoknak, hogy semmisítsék meg a munkájukat, és hogy soha többé nem láthatják egymást, és nem oszthatják meg egymással, amit tettek.
Az 1950-es években Turingot elítélik „durva szeméremsértés” miatt, és börtönbüntetés helyett kémiai kasztrálásnak vetik alá, hogy folytatni tudja a munkáját. Clarke meglátogatja őt otthonában, és szemtanúja lesz a fizikai és szellemi leépülésének. Azzal vigasztalja, hogy munkája milliók életét mentette meg.
Az epilógusból kiderül, hogy a kormány által előírt egyéves hormonterápia után Turing öngyilkosságot követett el 1954. június 7-én. 
2013-ban II. Erzsébet királynő posztumusz királyi kegyelemben részesítette Alan Turingot, ezzel tisztelegve munkája előtt, amely a modern számítógépek megalkotásához vezetett.

## Szereplők
- Benedict Cumberbatch – Alan Turing (Simon Kornél)
- Keira Knightley – Joan Clarke (Zsigmond Tamara)
- Matthew Goode – Hugh Alexander (Szatory Dávid)
- Rory Kinnear – Robert Nock nyomozó (Rába Roland)
- Allen Leech – John Cairncross (Rajkai Zoltán)
- Matthew Beard – Peter Hilton (Márkus Sándor)
- Charles Dance – Denniston parancsnok (Barbinek Péter)
- Mark Strong – Stewart Menzies (Epres Attila)
- James Northcote – Irving J. Good (Csiby Gergely)
- Tom Goodman-Hill – Staehl őrmester (Maday Gábor)
- Steven Waddington – Smith főfelügyelő (Sarádi Zsolt)
- Ilan Goodman – Keith Furman (Elek Ferenc)
- Jack Tarlton – Charles Richards (Király Adrián)
- Alex Lawther – a fiatal Alan Turing (Czető Ádám)
- Jack Bannon – Christopher Morcom (Ágoston Péter)
- Tuppence Middleton – Helen Stewart (Vágó Bernadett)
- James G. Nunn – Sherbourne

## Fordítás
- Ez a szócikk részben vagy egészben  a   The Imitation Game című angol Wikipédia-szócikk fordításán alapul.  Az eredeti cikk szerkesztőit annak laptörténete sorolja fel. Ez a jelzés csupán a megfogalmazás eredetét és a szerzői jogokat jelzi, nem szolgál a cikkben szereplő információk forrásmegjelöléseként.